# 威廉·马林
威廉·馬林（荷蘭語：William Marlin；1950年10月21日—），是一名荷屬聖馬丁政治人物，在國家聯盟、聖馬丁民主黨、聯合聖馬丁黨與議會無黨籍成員莫里斯·萊克（Maurice Lake）及西爾維奧·麥薩（Silvio Matser）聯合協議中推舉為荷屬聖馬丁首相。
他和他的內閣在2015年11月19日宣誓就任。